# Need to Know
Need to Know (в переводе с англ. — «Нужно знать») — песня американской певицы и автора песен Doja Cat, вышедшая в качестве первого промосингла с её предстоящего третьего студийного альбома Planet Her. Релиз прошёл 11 июня 2021 на лейблах Kemosabe и RCA. Песню написали Doja Cat и Dr. Luke, последний также продюсировал её.

## История
9 июня 2021 года Доджа Кэт официально объявила о выпуске песни «Need to Know» с футуристическим тизером музыкального клипа на песню в своих аккаунтах в социальных сетях, при этом мелодия песни ненадолго прозвучала в коротком клипе. Вскоре после публикации тизера Doja Cat отметила в своем Твиттере, что эта песня «даже не является следующим синглом» и что это «просто дерьмо (shit) перед выходом следующего более важного сингла, чтобы вы могли насладиться». Песня была официально выпущена на всех стриминговых платформах 11 июня 2021 года, а соответствующее музыкальное видео было выпущено шестнадцатью часами позже. Незадолго до релиза песни Doja Cat официально объявила о выпуске альбома Planet Her и опубликовала трек-лист и обложку альбома.

## Композиция
«Need to Know» — песня в стиле трэп-поп с элементами утяжелённого басом R&B и диско. Она управляется «бодрящими» битами «энергичных трэп-ловушек» и «резкими» барабанами над «тяжёлым басом» и «атмосферными» синтезаторами.

## Отзывы
Миган Гарви из Billboard отметила, что в песне выделяется женственность Doja Cat, трек наполнен её чувством юмора. Джейсон Липшуц из того же журнала отметил, что песня «изобилует тонко завуалированными намёками и сексуальными запросами» и что в ней «представлено одно из самых раскрепощенных вокальных исполнений Доджи Кэт — пение, рэп, мольба, крунинг, оставаясь в ней особенным и совершенно бесстрашной перед микрофоном». Регина Чо из Revolt похвалила её провокацию и связь с космической тематикой альбома Planet Her, которая была заложена в лид-сингле «Kiss Me More».

## Чарты
| Чарт (2021)                            | Высшая позиция |
| -------------------------------------- | -------------- |
| Австралия (ARIA)                       | 31             |
| Канада (Billboard Canadian Hot 100)    | 29             |
| Мир (Billboard Global 200)             | 29             |
| Ирландия (IRMA)                        | 33             |
| Новая Зеландия (Recorded Music NZ)     | 25             |
| Швеция (Heatseeker, Sverigetopplistan) | 7              |
| Швейцария (Schweizer Hitparade)        | 29             |
| Великобритания (OCC UK Singles)        | 11             |
| Великобритания (OCC UK Hip Hop/R&B)    | 3              |
| США (Billboard Hot 100)                | 14             |
| США (Billboard Pop Airplay)            | 23             |
| США (Billboard Rhythmic)               | 22             |